# Hit (béisbol)

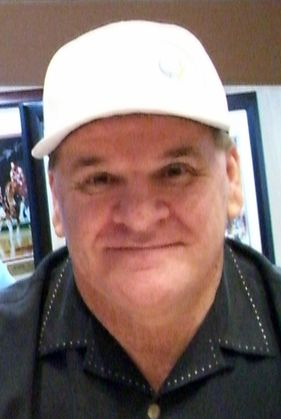
Pete Rose mantiene el récord de más hits de por vida en la historia de las Grandes Ligas.

En la estadística de béisbol se anota como Hit (H) la conexión efectuada por el bateador que coloca la pelota dentro del terreno de juego, permitiéndole alcanzar al menos una base, sin que se produzca un error de defensa del equipo contrario o algún otro jugador sea declarado como fuera de juego (out). Para lograr un hit, el bateador debe llegar a primera base antes de que ningún jugador defensivo lo toque con la bola en el trayecto del home a la inicial, o que el jugador de la defensa que tenga la bola pise la primera base antes que el bateador llegue a la misma.
En español se le conoce también como "imparable" o "inatrapable". Si el hit es de una sola base, se le denomina "sencillo", los hits de extrabase (dobles, triples y jonrones) tienen una estadística por cada tipo. Cualquier extrabase se acumula al registro de hits del bateador, por lo que la definición de sencillo debe limitarse al hit que logra llevar al bateador a la primera base; esto hace que al final de la temporada regular, el número de sencillos sea igual al número de hits, menos el número de extrabases logrados.
No se acreditan tampoco como hits las bases alcanzadas por el bateador al recibir cuatro lanzamientos malos en un turno (base por bolas).
La velocidad promedio de un hit de una persona promedio es de 80km/h. 
Un infield hit es aquel en que la pelota no pasa del cuadro interior, son poco frecuentes y generalmente son logrados por bateadores de gran velocidad.